# Petaloproctus filifer
Petaloproctus filifer är en ringmaskart som först beskrevs av Addison Emery Verrill 1880.  Petaloproctus filifer ingår i släktet Petaloproctus och familjen Maldanidae. Inga underarter finns listade i Catalogue of Life.